# Đại Phúc (xã)
Đại Phúc là một xã cũ thuộc huyện Càng Long, tỉnh Trà Vinh, Việt Nam.

## Địa lý
Xã Đại Phúc nằm ở phía đông của huyện Càng Long, cách trung tâm huyện khoảng 18 km, có vị trí địa lý:
- Phía đông giáp thành phố Trà Vinh và huyện Châu Thành
- Phía tây giáp xã Bình Phú
- Phía nam giáp xã Phương Thạnh
- Phía bắc giáp xã Đại Phước.

Xã Đại Phúc có diện tích 10,51 km², dân số năm 2019 là 4.590 người, mật độ dân số đạt 437 người/km².

## Hành chính
Xã Đại Phúc được chia thành 5 ấp: Kinh Ngay, Rạch Cát, Tân Định, Tân Hạnh, Tất Vinh.

## Lịch sử
Ngày 10 tháng 12 năm 2003, Chính phủ Việt Nam ban hành Nghị định số 157/2003/NĐ-CP về việc thành lập xã Đại Phúc trên cơ sở 1.050,675 ha diện tích tự nhiên và 5.003 nhân khẩu của xã Đại Phước.
Ngày 15 tháng 10 năm 2019, Hội đồng Nhân dân tỉnh Trà Vinh ban hành Nghị quyết 157/NQ-HĐND về việc:
- Sáp nhập ấp Cây Dương vào ấp Kinh Ngay
- Sáp nhập một phần ấp Tân Định nhập vào ấp Rạch Cát
- Sáp nhập ấp Tân Phúc vào ấp Tân Hạnh.

## Kinh tế - xã hội
Tổng giá trị sản xuất: 271,5 tỷ đồng (giá so sánh năm 2010), đạt 101% kế hoạch, tăng 5,84% so cùng kỳ. Trong đó, giá trị sản xuất nông nghiệp: 245 tỷ đồng đạt 101,03% kế hoạch (tăng 6% so cùng kỳ); giá trị công nghiệp và xây dựng: 14,2 tỷ đồng đạt 101,42% kế hoạch (tăng 5,18% so cùng kỳ); giá trị ngành dịch vụ ước đạt 12,3 tỷ đồng đạt 100% kế hoạch (tăng 12% so cùng kỳ).
Thu nhập bình quân đầu người năm 2018 ước đạt 41,8 triệu đồng/người/năm, đạt 100,72% kế hoạch, tăng 4,5 triệu đồng/người/năm so cùng kỳ.

### Giáo dục
- Trường trung học cơ sở: Ấp Tân Định
- Trường Tiểu học: Có 3 điểm trường, trong đó 1 điểm chính đặt tại Ấp Tân Định 2 điểm lẻ đặt tại ấp Cây Dương và Tân Phúc.
- Trường Mẫu giáo: Có 3 điểm trường:
  - Trường Mẫu Giáo Thiên Thanh điểm ấp Tân Định.
  - Trường Mẫu Giáo điểm ấp Cây Dương.
  - Trường Mẫu Giáo điểm ấp Tân Hạnh - Tân Phúc.[1]

## Giao thông

### Giao thông bộ
Trên địa bàn xã Đại Phúc có tuyến giao thông chính là Hương lộ 7 tạo điều kiện thuận lợi cho xã giao lưu phát triển kinh tế - văn hoá – xã hội với các xã, thị trấn trong huyện và bên ngoài. Ngoài ra trên địa bàn toàn xã còn có các tuyến giao thông nông thôn 7/7 ấp đều được bê tông hóa đảm bảo xe 2 bánh lưu thông đến trung tâm xã dễ dàng trong cả hai mùa mưa nắng.
Hệ thống giao thông của xã thời gian qua tuy đã phát triển, nhưng trong tương lai cần đầu tư mạnh để phát triển hệ thống giao thông đảm bảo phục vụ cho nhân dân lưu thông và vận chuyển hàng hoá ngày càng tăng.

### Giao thông thủy
Xã Đại Phúc có hệ thống mạng lưới sông ngòi và kênh dày đặc thuận lợi cho việc phát triển nông nghiệp, và nuôi trồng thủy sản.